# I'm Up (Young Thug)
I'm Up è un mixtape commerciale del rapper statunitense Young Thug, pubblicato nel 2015 dalla 300 Entertainment e dalla Atlantic Records.
Il mixtape ottiene un punteggio pari a 76/100 su Metacritic.
| Recensione | Giudizio |
| ---------- | -------- |
| AllMusic   | [ 1 ]    |
| PopMatters | [ 2 ]    |
| NME        | [ 2 ]    |
| Pitchfork  | [ 2 ]    |
| Spin       | [ 2 ]    |
| XXL        | [ 2 ]    |

## Tracce
1. F Cancer (Boosie) (featuring Quavo) – 4:09 (testo: Jeffery Williams, Michael Williams II, Quavious Marshall, Braylin Bowman – musica: Mike Will Made It, Resource)
2. My Boys (featuring Trouble, Ralo & Lil Durk) – 5:04 (testo: Williams, Wesley Glass, Mariel Orr, Terrell Davis, Durk Banks – musica: Wheezy)
3. For My People (featuring Duke) – 4:00 (testo: Williams, Glass, Arnold Martinez – musica: Wheezy)
4. King Troup – 3:45 (testo: Williams, Glass – musica: Wheezy)
5. Ridin (featuring Lil Durk) – 4:08 (testo: Williams, Glass, Banks – musica: Wheezy)
6. Hercules – 4:40 (testo: Williams, Leland Wayne – musica: Metro Boomin)
7. Special (featuring Offset & Solo Lucci) – 4:23 (testo: J. Williams, Williams II, Bowman, Michael Dorsey, Kiari Cephus – musica: Mike Will Made It, Resource)
8. Bread Winners (featuring Young Butta) – 3:46 (testo: Williams, Eduardo Earle, Jr., Jeffrey LaCroix – musica: Fuse, Tre Pounds)
9. Family (featuring Dora & Dolly) – 4:03 (testo: Williams, Glass – musica: London on da Track)

## Classifiche
| Classifica (2016)         | Posizione massima |
| ------------------------- | ----------------- |
| Canada                    | 98                |
| Stati Uniti               | 22                |
| US Digital Albums         | 6                 |
| US Top Rap Albums         | 4                 |
| US Top R&B/Hip-Hop Albums | 6                 |